# Aus großer Zeit
Aus großer Zeit ist ein Roman von Walter Kempowski, in dem der Autor die Jugend, das familiäre Umfeld und die Erlebnisse seines Vaters Karl Kempowski in Rostock und im Ersten Weltkrieg in den Jahren 1902 bis 1918 verarbeitet. Das Werk erschien 1978 und bildet den ersten Teil der Deutschen Chronik.
Im Mittelpunkt des Romans steht nicht eine stringente Handlung, sondern die Vorstellung der Familienstruktur der Familie Karl Kempowskis (im Mittelpunkt der Deutschen Chronik), die Sozialisierung der Hauptpersonen sowie die Herausarbeitung ihrer Charakteristika.

## Handlung
Kaiserzeit Anfang des 20. Jahrhunderts. In der sehr wohlhabenden Familie des Rostocker Reeders Robert William Kempowski verlebt dessen Sohn Karl seine Kindheit und Jugend. Parallel wächst in der ebenfalls gut situierten Hamburger Kaufmannsfamilie des Wilhelm de Bonsac dessen Tochter Grethe heran.
Karl Kempowski und Grethe de Bonsac treffen sich erstmals im Sommer 1913 während eines Urlaubs in Graal an der Ostsee. Der Kontakt bleibt und Grethe nimmt die Einladung an, an der Hochzeitsfeier von Karls Schwester Silvia (Silbi) in Rostock teilzunehmen. Dort kommt es aber zu keiner weiteren Annäherung zwischen den beiden.
Gleich bei Ausbruch des Ersten Weltkriegs meldet Karl sich zu den Soldaten und kommt an die Westfront. Grethe de Bonsac verzehrt sich derweil in Gedanken an August Menz, ihren Tänzer auf Silbis Hochzeitsfeier. Sie macht ihm nach einem kurzen Treffen in Hamburg brieflich den Vorschlag, zu heiraten, was August jedoch ablehnt. Dies führt dazu, dass sich die schwer erschütterte Grethe nun Karl zuwendet.
Karl Kempowski wird bei einem englischen Gasangriff leicht vergiftet. In der darauf folgenden Erholungszeit sucht er auch Grethe de Bonsac in Hamburg auf und die beiden verloben sich. Als Karl im Herbst 1918 wieder an der Front ist, kann das deutsche Heer kaum noch standhalten. Mit dem Tod seines Rostocker Freundes nach einem Artillerietreffer und dem Rückmarsch der geschlagenen Truppen nach Deutschland endet der Roman.

## Personen (Auswahl)

### Familien
Verwandtschaftsverhältnisse
| Robert William Kempowski       | Robert William Kempowski       | Robert William Kempowski       | Robert William Kempowski       | Robert William Kempowski       | Robert William Kempowski       |  |  | Anna Kempowski, geb. Martens | Anna Kempowski, geb. Martens | Anna Kempowski, geb. Martens | Anna Kempowski, geb. Martens | Anna Kempowski, geb. Martens | Anna Kempowski, geb. Martens |  |  |                                      |                                      |                                      |                                      |                                      |                                      |  |  | Wilhelm de Bonsac | Wilhelm de Bonsac | Wilhelm de Bonsac | Wilhelm de Bonsac | Wilhelm de Bonsac | Wilhelm de Bonsac |  |  | Martha de Bonsac  | Martha de Bonsac  | Martha de Bonsac  | Martha de Bonsac  | Martha de Bonsac  | Martha de Bonsac  |  |  |                 |                 |                 |                 |                 |                 |
| Robert William Kempowski       | Robert William Kempowski       | Robert William Kempowski       | Robert William Kempowski       | Robert William Kempowski       | Robert William Kempowski       |  |  | Anna Kempowski, geb. Martens | Anna Kempowski, geb. Martens | Anna Kempowski, geb. Martens | Anna Kempowski, geb. Martens | Anna Kempowski, geb. Martens | Anna Kempowski, geb. Martens |  |  |                                      |                                      |                                      |                                      |                                      |                                      |  |  | Wilhelm de Bonsac | Wilhelm de Bonsac | Wilhelm de Bonsac | Wilhelm de Bonsac | Wilhelm de Bonsac | Wilhelm de Bonsac |  |  | Martha de Bonsac  | Martha de Bonsac  | Martha de Bonsac  | Martha de Bonsac  | Martha de Bonsac  | Martha de Bonsac  |  |  |                 |                 |                 |                 |                 |                 |
|                                |                                |                                |                                |                                |                                |  |  |                              |                              |                              |                              |                              |                              |  |  |                                      |                                      |                                      |                                      |                                      |                                      |  |  |                   |                   |                   |                   |                   |                   |  |  |                   |                   |                   |                   |                   |                   |  |  |                 |                 |                 |                 |                 |                 |
|                                |                                |                                |                                |                                |                                |  |  |                              |                              |                              |                              |                              |                              |  |  |                                      |                                      |                                      |                                      |                                      |                                      |  |  |                   |                   |                   |                   |                   |                   |  |  |                   |                   |                   |                   |                   |                   |  |  |                 |                 |                 |                 |                 |                 |
| Sylvia Kempowski (Tante Silbi) | Sylvia Kempowski (Tante Silbi) | Sylvia Kempowski (Tante Silbi) | Sylvia Kempowski (Tante Silbi) | Sylvia Kempowski (Tante Silbi) | Sylvia Kempowski (Tante Silbi) |  |  | Karl Kempowski (Körling)     | Karl Kempowski (Körling)     | Karl Kempowski (Körling)     | Karl Kempowski (Körling)     | Karl Kempowski (Körling)     | Karl Kempowski (Körling)     |  |  | Grethe de Bonsac (spätere Kempowski) | Grethe de Bonsac (spätere Kempowski) | Grethe de Bonsac (spätere Kempowski) | Grethe de Bonsac (spätere Kempowski) | Grethe de Bonsac (spätere Kempowski) | Grethe de Bonsac (spätere Kempowski) |  |  | Hertha de Bonsac  | Hertha de Bonsac  | Hertha de Bonsac  | Hertha de Bonsac  | Hertha de Bonsac  | Hertha de Bonsac  |  |  | Richard de Bonsac | Richard de Bonsac | Richard de Bonsac | Richard de Bonsac | Richard de Bonsac | Richard de Bonsac |  |  | Lotti de Bonsac | Lotti de Bonsac | Lotti de Bonsac | Lotti de Bonsac | Lotti de Bonsac | Lotti de Bonsac |

#### Grethe de Bonsac
Vollständig: Margarethe Hedwig Elisabeth de Bonsac. Tritt am Ende des I. Teils (S. 170) als junges Mädchen auf, das zur Urlaubsbekanntschaft von Karl Kempowski wird. Später dessen Ehefrau. Sie hat drei Geschwister: Hertha, Richard und Lotti. Sie wächst in einem zutiefst christlich geprägten Elternhaus wohl behütet auf. Alle Auswüchse (wie Kissenschlachten vor dem Zubettgehen), die ihr Onkel Bertram so gerne anregt und sehen würde, sind verpönt („wie isses nu bloß möglich?“). Als Kind ist sie auf den Vater fixiert (Vaterkind). Grethe verliebt sich nach der Hochzeitsfeier von Karls Schwester in August Menz, dem sie einen Heiratsantrag an die Front schickt, der jedoch abgelehnt wird. Erschüttert wendet sie sich aus Vernunft und Zuneigung Karl Kempowski zu. Sie schreibt ihm oft und schickt ihm Päckchen an die Front. 1918 besucht Karl sie in Hamburg und mit einem ersten Kuss wird die Verlobung der beiden besiegelt.
Prägende Person in der Deutschen Chronik.

#### Martha de Bonsac
Mutter von Grethe de Bonsac, Ehefrau von Wilhelm de Bonsac. Sie wird als breit und schwer beschrieben, nicht gut zu Fuß.

#### Wilhelm de Bonsac
Vater von Grethe de Bonsac. Er ist Kaufmann mit Geschäft in den Großen Bleichen, Hamburg. Wohnt in Wandsbek (damals preußisch). Hat zwei Brüder: Hans und Bertram. Wappenspruch der Familie: Bonum bono – dem Guten das Gute. Im 16. Jahrhundert geadelt. Er ist ein liebevoller Ehemann, sagt stets und häufig »nicht wahr, mein Martha? ― Du?«. Liebt die Stadt Hamburg sehr. Ist in seinen Garten vernarrt, legt reichlich Vorräte an, hortet, was der Familie in den Kriegsjahren sehr nützlich ist. Sehr religiös, auch pedantisch.

#### Anna Kempowski, geb. Martens
Frau von Robert William Kempowski, Mutter von Karl Kempowski. Brachte 30.000 Goldmark mit in die Ehe. Sie wird als «gemütskrank» bezeichnet und liebt es, ständig Gesellschaften zu geben, lebt außergewöhnlich aufwändig. Kümmert sich jedoch in jeder Hinsicht um ihren Mann, bis hin zur unmittelbaren Pflege (z. B. als im Urlaub in Graal niemand anderes zur Verfügung steht). Ansonsten sind die Schlafzimmer getrennt, ein Raum liegt dazwischen. In Annas Zimmer habe das Licht schon einmal noch gebrannt, als es im Haus schon gelöscht war (Bericht der Nachbarin). Der Heldentenor Müller berichtet, dass der Dienstboteneingang hinten immer für ihn offen gehalten worden sei und er so gerne zu später Stunde zu Anna eilte; man habe dann „ein kleines aber köstliches Soupé“ in ihrem „wunderbaren Salon“ eingenommen. Sie ändert auch während des Krieges ihre Gewohnheiten nicht; als Tenor Müller nach Berlin gegangen ist, lässt sie sich von ihm einen neuen ständigen Gast empfehlen. Ihren Sohn Karl lehnt sie voller Kälte ab: „Du bist doch bloß ein Versehen“, als er in den Krieg zieht, gibt sie seine Kleider weg („Der fällt ja doch.“).

#### Karl Kempowski
Genannt Körling (Karlchen). Geboren 1898. Schon als Kind, mehr noch als Jugendlichem, haftet ihm stets eine gewisse sonderbare, distanzierte, später »vogelig« bezeichnete Art an. Er benimmt sich gern wie ein Erwachsener, ist darauf bedacht, distinguiert zu wirken und liebt es, nicht bei allem mitzumachen, was als gewöhnlich betrachtet wird (»wie kann man nur?«). Karl meldet sich bei Kriegsausbruch sofort freiwillig als Soldat, obwohl er erst 16 Jahre alt ist. Er erlebt den Grabenkrieg bei Ypern. Bis zum Frühjahr 1918 steigt er schnell zum Leutnant auf. In der Etappe hat er eine kurze Affäre mit einer belgischen Lehrersfrau. Kurz danach erreicht ihn zu seiner Überraschung die Mitteilung von Grethe de Bonsac, dass diese ihn nun brauche. Nach einem englischen Gasangriff erleidet er eine leichte Vergiftung, die einen künftig regelmäßig wiederkehrenden nässenden, entstellenden Hautausschlag verursacht. Am Ende eines Genesungsurlaubs sucht er Grethe de Bonsac in Hamburg auf und die beiden verloben sich mit einem Kuss. Zurück an der Front erlebt er den faktischen Zusammenbruch der Kampfkraft der kaiserlichen Truppen.

#### Robert William Kempowski
Vater von Karl Kempowski, verheiratet mit Anna Kempowski. Rostocker Schiffsmakler und Reeder mit zwei eigenen Dampfern, Kontor (das früher eine Kneipe war) am Hafen, ein vom Weinhändler Gütschow um das Jahr 1900 herum gekauftes »wunderschönes Haus« in der Stephanstraße bewohnend. Sein Vater hatte in Königsberg fünf Segelschiffe besessen, die alle im Jahr 1875 sanken (woraufhin Robert William Kempowski verarmt nach Rostock ging). Robert William Kempowski erkrankte früh an Syphilis, die ihn in den Rollstuhl zwang, was seinem jovialen Wesen keinen Abbruch tat. In Ziffer 44 des Romans findet sich die Bemerkung, dass offenbar seine Frau Anna in ihren wilden Zeiten Auslöser für die Krankheit war. Er wird als sehr geizig geschildert, was er selbst als »kaufmännisch« bezeichnet. Er vergnügt sich im Laufe der Zeit immer mehr mit einem Fräulein Linz vom Stadttheater. Während des Krieges macht er außerordentlich gute Geschäfte und kauft mehrere Villen. Er bereitet im Kontor einen Schreibtisch für seinen Sohn Karl vor, den der einnehmen soll, wenn der Krieg vorbei ist. Als Karl Anfang 1918 Heimaturlaub hat, schenkt er ihm 10 Mark, damit er mal ins Bordell geht („er sei ja nun wohl soweit“), in das er sich selbst auch ab und an fahren lasse.

#### Sylvia (genanntSilbi) Kempowski
Schwester von Karl Kempowski, Tante von Walter Kempowski. Verliebt sich einmal in den Hausfreund ihrer Mutter, den Tenor Müller.

#### Maria Martens
Mutter von Anna Kempowski, Großmutter von Karl Kempowski. Wird zu Weihnachten im Heilig-Geist-Stift besucht und taucht im Dezember 1913 uneingeladen und völlig verwirrt bei Silbis Hochzeitsfeier auf. Sie stirbt 1914.

### Freunde der Familienangehörigen

#### Ludwig Ahlers
Der »alte Ahlers«, ein »entgleister Freund« von Robert William Kempowski, dessen man sich annimmt. Ständiger Spruch: „mag sin, mag öwersten ok nich sin“ (mag sein, mag aber auch nicht sein). Wird gern als gescheiterte Existenz bezeichnet. War Seemann und lag bei der Umseglung des Kap Hoorn krank auf der Kammer – darf sich deswegen nicht Kap Hoornier nennen. Gibt Karl Kempowski anfangs Nachhilfeunterricht, womit er aber kläglich scheitert. Ist praktisch ständiger Gast im Haus Kempowski, trinkt Cognac und gibt ab und an Kommentare ab. Hat jedoch eine eigene Wohnung, die als sehr trist, ärmlich und verwahrlost geschildert wird. Er fragt Karl Kempowski, als der sich 1915 an die Front verabschiedet, ob er sich das auch gut überlegt habe.

#### August Menz
Breitschultriger junger Mann, Sportflieger, Sohn eines Geschäftspartners von Robert William. Grethe de Bonsac verliebt sich in ihn bei der Hochzeitsfeier von Karls Schwester Sylvia, zu der sie von Karl eingeladen worden ist. Grethe wird nie aufhören, sich seiner zu erinnern. Menz wird im Ersten Weltkrieg erfolgreicher Jagdflieger und bringt es schnell zum Leutnant. Er besucht Grethe im März 1916 in Hamburg. Als er anschließend von ihr einen brieflichen Heiratsantrag erhält, wird ihm klar, dass sie das von seiner Seite rein freundschaftliche Verhältnis missverstanden hat und lehnt ab. Grethe ist schwer erschüttert und verlobt sich anschließend mit Karl.

#### Müller (Heldentenor)
Tenor aus Hamburg am Stadttheater. Anna Kempowskis Hausfreund. Macht später, in den 20er Jahren, in Berlin Karriere. Meint, für viele Kollegen sei Rostock ein Sprungbrett gewesen. Ist auch 1917 noch Gast im Hause, geht dann nach Berlin.

#### Erich Woltersen
Karl Kempowskis Jugendfreund, genannt Erex. Als Heranwachsender eine Zeit lang in Karl Kempowskis Schwester Silbi verliebt. In Karls Gedankenwelt ist der Freund immer präsent. Im März 1917 treffen sich die Freunde an der Westfront in Flandern wieder. Am Ende des Romans wird er durch Artilleriebeschuss schwer getroffen und stirbt.

### Angestellte der Reederei und Hauspersonal

#### Sodemann
Prokurist in Robert William Kempowskis Reederei. Stark adipös (»zwei Zentner 50«), SPD-Mitglied. Seine Standardredensart ist »Ich stelle lediglich fest ...«. Er kommt in → „Schöne Aussicht“ und „Uns geht’s ja noch gold“ wieder vor. In den späteren Romanen wird auch angedeutet, dass Sodemann die Reederei durch jahrzehntelange, unentdeckt gebliebene Unterschlagungen schwer geschädigt hat.

#### GiselaGiesingKöhler
Hausmädchen bei den Kempowskis. Weint anfangs den ganzen Tag vor Heimweh. Mittags muss sie ein Glas Rotwein trinken, weil man sie für blutarm hält. Hat ihre Kammer unter dem Dach und wird 1912 Ziel des erwachten Interesses von Karl Kempowski. Sie bringt Karl einen Blumenstrauß und einen Korb mit belegten Broten an den Zug, bevor der junge Soldat im April 1915 damit an die Front gebracht wird – Karl hebt sie zu sich und gibt ihr einen Kuss. Während Karls Heimaturlaub nach dem Giftgasangriff im Frühjahr 1918 kommt sie spät abends zu ihm ins Bett, um zu »kuscheln«.

## Gliederung und Inhalt
(Zusammenstellung auf der Grundlage der Taschenbuchausgabe München 1980, Goldmann Verlag)
Kempowski hat seinen Roman Fritz J. Raddatz gewidmet.
Der Bibelvers Jeremia 29, 13 ist dem Werk vorangestellt.
Zur Einleitung beschreibt der Autor drei Bilder von Rostock (Radierung 1620, Öldruck 1820, Photographie 1885), die in seinem Arbeitszimmer über dem Schreibtisch hängen. (S. 7 bis 17).

### I. Teil
Ziffern 1. bis 17.: Karl Kempowski und seine Familie in Rostock 1903 bis 1913.
In der für Kempowski typischen Technik der literarischen Collage reiht der Autor zu Beginn der Teile des Romans Zitate ungenannter Zeitgenossen aneinander, die thematisch einstimmen. (S. 19 bis 20)
Im I. und II. Teil folgt ein Wechsel von neutralen Erzählungen und (fiktiven) Beiträgen von Beteiligten als Retrospektiven. Im III. Teil wird dieser stete Wechsel nicht mehr eingehalten.

### II. Teil
Ziffern 18. bis 28.: Familie de Bonsac in Hamburg und Besuch von Grethe in Rostock; 1902 bis 1913.
Zitate ungenannter Zeitgenossen widmen sich dem Thema Armut. (S. 171 bis 173)

### III. Teil
Ziffern 29. bis 47.: Karl Kempowski im Krieg, Grethe de Bonsac in Hamburg. Die beiden verloben sich. 1914 bis 1918.
Zitate ungenannter Zeitgenossen widmen sich dem Thema Mobilmachung, Kriegsausbruch, erste Kriegsgefallene. (S. 279 bis 280)
I. Teil
1. Reederei und Familie werden geschildert. (S. 21 bis 28)
2. Eine Nachbarin erzählt: Kempowskis gehörten nicht zur guten Gesellschaft. Ständig Trubel! Der Alte sehr bieder, seine Frau nicht ganz bei Trost. Geld verprasst. (S. 29 bis 33)
3. Karl Kempowskis Kinderzeit; private Grundschule bei Fräulein Seegen, Kindermädchen, rauschende Feste in der Villa mit den Künstlern des Stadttheaters. (S. 34 bis 45)
4. Die Wirtschafterin erzählt über den Tagesablauf und Eigenheiten der Herrschaft (S. 46 bis 55)
5. Sonntagsausflug der Familie mit Ahlers in die Rostocker Heide (S. 56 bis 65)
6. Ein Schulfreund erzählt: Ausflüge nach und Besuch des Kaisers 1903 in Warnemünde (S. 66 bis 72)
7. Karls Schulzeit bei Fräulein Seegen ist beendet. Pennälerzeit. Ahlers gibt Nachhilfe, dann Oberlehrer Lehmann. Klavierunterricht. 1910 muss Robert William in den Rollstuhl (als Rückenmärkler) (S. 73 bis 84)
8. Junges Blut erzählt als Nachbarsmädchen, wie Robert William sich Gesellschaft verschaffte. (S. 85 bis 91)
9. Im Jahr 1911 bekommt Karl ein Fahrrad. Erex tritt als Schulfreund auf. Die beiden radeln abenteuerlich. (S. 92 bis 100)
10. Ein anderer Schulfreund erzählt vom Rostocker Pfingstmarkt (S. 101 bis 107)
11. Auf dem Dachboden wird geraucht, Weihnachtsfest und Winterfreuden. Kaiserparade des Rostocker Regiments. Anfang September Sedanfeiern. (S. 108 bis 120)
12. Noch ein Schulfreund erzählt von der schlechten Schule und sehr kritisch über Karl, der sich wohl für etwas besonderes gehalten habe. (S. 121 bis 126)
13. Es ist 1912: Briefmarkensammeln, Tennis, Segeln. Soziale Unterschiede werden thematisiert. Kaiserbesuch. Erste Filmvorführungen. (S. 127 bis 135)
14. Die Schneiderin erzählt sehr positiv über Anna, sehr schlecht über Robert William. Karl sei schon früh recht frech gewesen. (S. 136 bis 139)
15. Im Jahr 1912 kauft Robert William ein Auto, fährt damit oft nach Bad Oeynhausen zum Kuren. Karl fährt mit, raucht und trinkt Bier. Anna hält derweil ihren Jour Fixe daheim. Illustre Teilnehmer werden beschrieben. Karl erhält, nun mit 15, eine Einweisung im Buchbinden und anderen handwerklichen Dingen; auch Literaturunterricht. Ferner Tanzstunde. Karl unternimmt Annäherungsversuche bei Hausmädchen Giesing. (S. 140 bis 151)
16. Der Hausfreund erzählt von den ständigen Feiern bei Anna Kempowski. Einmal muss er an seine spätere Zeit in Berlin denken und erwähnt Goebbels »... aber das gehört wohl nicht hierher«. Er erwähnt, dass Silbi Kempowski sehr reizend gewesen sei, obwohl blutjung. Er schildert Karl Kempowski als ungewöhnlich, er stehe immer nur so daneben und handele gravitätisch. Das musste wohl an der Krankheit des Vaters liegen, meint er. (S. 152 bis 159)
17. Das Jahr 1913 bringt eine Reise in den Ostseeort Graal. Der gerade 15-jährige Karl wird als blasser Jüngling  bezeichnet. Am Ende der Schilderung der Urlaubsaktivitäten tritt eine zierliche Blondine mit Mittelscheitel auf: Grethe de Bonsac aus Hamburg, Vater: Im- und Export en gros. (S. 160 bis 170)
II. Teil
18. Hamburg 1902. Schilderung der Familie de Bonsac mit Schwerpunkt auf den Garten und die tiefe Religiosität. (S. 175 bis 186)
19. Die Tante (Ehefrau von Hans de Bonsac, Wilhelm de Bonsacs Bruder) erzählt, sie sei Engländerin (der Autor lässt es sich nicht nehmen, ihren englischen Akzent im Text abzubilden) und 17-jährig 1903 nach Hamburg gekommen. Sie habe in der Familie eine altmodische, aber gute Welt vorgefunden. (S. 187 bis 189)
20. Grethe de Bonsac und ihre Geschwister erleben eine geregelte Kindheit, in der es streng und gesittet zugeht. (S. 190 bis 201)
21. Richard, Grethe de Bonsacs Bruder, erzählt von der Geschichte der Familie, die auf hugenottische Pfarrherrn zurückgeht. (S. 202 bis 204)
22. Jährlicher Sommerurlaub der Familie in Süderhaff, nördlich Flensburg an der Förde gelegen. (S. 205 bis 215)
23. Schwester Lotti de Bonsac erzählt von den Großeltern, die stets mittwochs die Familie versammelten, was den Kindern ein Gefühl der Geborgenheit gegeben hat. (S. 216 bis 221)
24. Rituale der Familie de Bonsac (Martha am Klavier, Grethe wird zu Bett gebracht, Haushaltsgeld, zweimal im Jahr in die Stadt zum Einkaufen, Feier des Weihnachtsfests). (S. 222 bis 236)
25. Die Freundin erzählt von ihrer liebsten Grethe, die so reizend nett war. Immer waren die Schulkameradinnen zusammen. Vater de Bonsac beschreibt sie als wunderlich. Sie gibt Beispiele für spartanische Erziehungsmethoden bei de Bonsacs (Schlafzimmer der Kinder wurden nicht geheizt). (S. 237 bis 241)
26. Im Jahr 1913 verbringt Familie de Bonsac zur Abwechslung den Urlaub in Graal. Grethe begeht hier ihren 17. Geburtstag, so zierlich und adrett. Die Herren drehen sich nach ihr um. Am 15. August trifft sie auf der Landungsbrücke Karl Kempowski. Eine sehr vorsichtige Annäherung beginnt, die in dem Versuch Karls gipfelt, Grethe nach einer Tanzveranstaltung einen Kuss zu geben. (S. 242 bis 258)
27. Schwester Hertha erzählt, dass Grethe die Liaison mit dem zwei Jahre jüngeren Karl zunächst nicht recht ernst genommen hat. Im Dezember wurde Grethe zu Sylvia Kempowskis Hochzeitsfeier nach Rostock eingeladen. (S. 259 bis 261)
28. Grethe internimmt ihre erste Reise allein und kommt nach Rostock. Karl holt sie am Bahnhof ab und zeigt ihr Rostock (man ist natürlich per Sie). Die Trauung in der Marienkirche, dann eine Fahrt am Hafen entlang (Prokurist Sodemann hat dafür gesorgt, dass die Dampfer tuten und die Segelschiffe über die Toppen geflaggt haben). Silbis Mann ist Leutnant; die Familie lebt in Deutsch-Südwest. Grethe tanzt auf dem rauschenden Fest mit August Menz, der sie fasziniert. Karl kommt nicht zum Zuge, der Abschied der beiden am Silvestertag ist kühl. (S. 262 bis 278)
III. Teil
29. Grethe erlebt den Ausbruch des Ersten Weltkriegs in Chemnitz, während Wilhelm und Martha de Bonsac ausgerechnet in Paris weilen. Karl meldet sich in Rostock sofort freiwillig zum Kriegsdienst, wird aber zunächst als zu jung und zu schlecht sehend (er trägt seit langem einen Zwicker als Sehhilfe) abgelehnt. Im zweiten Anlauf gelingt es ihm kurz darauf, doch angenommen zu werden. (S. 279 bis 287)
30. Ein Freund von Karl erzählt, dass er im Sommer mit ihm zusammen Erntehelfer auf Gut Alt-Gaartz war. (S. 288 bis 290)
31. Im April 1915 ist Karl sehr stolz, auszurücken und an die Front zu gehen. Sein Freund Erex Woltersen durfte nicht: Verbot des Vaters. Bei einem Halt des Transportzugs in Wandsbek schickt Karl die Blumen, die Giesing ihm mitgegeben hatte, anonym zu Grethe de Bonsac. Die wundert sich und denkt nicht etwa an Karl, sondern an August Menz. Der Transport geht nach Flandern. Dort werden erste Eindrücke geschildert, auch die Anstrengung der Märsche zum Einsatzort. Karl denkt an Grethe und fragt sich, warum sie nicht etwas freundlicher und aufgeschlossener zu ihm gewesen sei. Zuhause in Rostock gibt Anna Kempowski alle Anzüge ihres Sohnes Karl weg: »Der fällt ja doch ...« (S. 291 bis 306)
32. Wilhelm de Bonsac wundert sich in Wandsbek, warum der deutsche Vormarsch ins Stocken gerät.  Er sorgt sich um die Vorräte, die er gehortet hat. Grethe arbeitet nun mit großem Einsatz und harter Hand in einem Kinderhort. Sie erzählt einer vertrauten Kollegin von August Menz, der so wundervoll getanzt habe. Und dass Karl Kempowski eine recht traurige Figur sei, die sich bei der Hochzeitsfeier in Rostock nicht richtig um sie gekümmert habe. Von ihrem kleinen Gehalt muss Grethe ihrem Vater 50 Mark monatlich als Kostgeld abgeben. (S. 307 bis 318)
33. Ein Kamerad erzählt vom Kriegseinsatz an der Front. Er erwähnt, dass Karl Kempowski sehr oft ganz wunderbare Verpflegungspakete aus der Heimat bekam. (S. 319 bis 324)
34. Karl macht erste Erfahrungen im Schützengraben des Stellungskriegs. Für einen Spähtrupp meldet er sich freiwillig, sieht einen Kameraden mit aufgerissenem Körper sterben und findet alles wunderbar; er sei mit Leib und Seele Soldat, Deutschland erlebe seine größte Zeit. Er schreibt Erex Woltersen in Briefen, die dieser hoch schätzt, solche Dinge. Giesing packt in die Pakete der Eltern für Karl das Beste hinein, was sich finden lässt. (S. 325 bis 332)
35. Grethe erinnert sich in ihrem Zimmer in Wandsbek an den Tanz mit August Menz auf Silbis Hochzeitsfeier; er dürfe sie jetzt, unter einem Mistelzweig, küssen, habe er gesagt und sie antwortete »Oh, bitte nicht ...«. Das geht ihr noch lange nach. Die innere Nähe zu August Menz wird ausführlich geschildert. (S. 333 bis 338)
36. Die Freundin von Grethe erzählt von der Arbeit im Kindergarten für sozial benachteiligte Kinder und beschreibt die klaffenden sozialen Unterschiede der Zeit. (S. 339 bis 345)
37. Im Februar 1916 ist Karl Gefreiter geworden. Er führt seine Gruppe von 5 Mann zu einem Gehöft vor den eigenen Linien, das gehalten werden soll. In der Nacht schreibt er einen Brief an Grethe. Morgens gerät er mit der Gruppe unter Granatbeschuss und es gibt einen Verwundeten. Zwei Tage hält Karl dort aus und wird vom Kompaniechef nach Ablösung für das Eiserne Kreuz vorgeschlagen. (S. 346 bis 352)
38. Am 12. März 1916 kommt August Menz nach Wandsbek, um Grethe zu besuchen. Er trifft sie im Kinderhort am Mühlberg. Man trinkt Kaffee an der Alster und geht spazieren. Das Gespräch fällt nicht leicht. Nachdem Menz wieder abgefahren ist, schreibt ihm Grethe sofort einen Brief, in dem sie erklärt, seine Frau werden zu wollen. (S. 353 bis 361)
39. Der Kamerad erzählt, dass Karl Unteroffizier und dann Vizefeldwebel wurde. Karl sei kein lauter, aber ein durchsetzungsstarker Vorgesetzter gewesen. Der Kamerad berichtet vom Schrecken des Trommelfeuers und der Last mit Ungeziefer. (S. 362 bis 367)
40. Im April kommt Karl in die Etappe nach Brügge. Er verbringt eine Zeit in einem kleinen Dorf, wo er bei einer jungen Lehrersfrau wohnt, mit der es nach langem Zögern zu einer kurzen und heftigen Affäre kommt. (S. 368 bis 380)
41. Leutnant August Menz genießt Mußestunden in der Unterkunft auf einem gräflichen Anwesen in Nordfrankreich. Er hat inzwischen 6 Abschüsse und träumt davon, 10 Abschüsse zu erreichen. Den Brief von Grethe hat er erhalten und quittiert ihn mit empörter Ablehnung, die er vordergründig in der Unsicherheit des Überlebens im Krieg begründet. Als Grethe den Ablehnungsbrief in Wandsbek erhält, ist sie erschüttert und wendet sich unmittelbar Karl zu. (S. 381 bis 388)
42. Die Freundin erzählt, wie sie das miterlebt hat: Grethes Enttäuschung, sie erschien erledigt und vernichtet. (S. 389 bis 390)
43. Karl ist im März 1917 Fähnrich geworden. Erich Erex Woltersen kommt in seine Einheit. Die freundschaftliche Gemeinsamkeit macht das ansonsten ständig unerträglicher werdende Leben in den Schützengräben der Frontlinie einfacher. Dann wird Karls Regiment zu einem Sturmangriff auf eine Höhe verlegt und das ganze Inferno dieses Krieges zeigt sich in detailreichen Schilderungen. (S. 391 bis 400)
44. In Rostock wird die Mangelwirtschaft des dritten Kriegsjahres geschildert. Prokurist Sodemann ragt heraus, da die Reederei gute Befrachtungen für die Rüstungsindustrie bekommt. Sylvia ist noch kinderlos. Im Hause Robert William Kempowski herrscht keine Not: Mit seinen Beziehungen sorgt der Reeder für allerlei Nachschub an Dingen, die es eigentlich gar nicht gibt. Auch der alte Ahlers und Künstler des Stadttheaters (mit Tenor Müller) kommen weiterhin in den Genuss der Gastfreundschaft. Es fällt eine Andeutung, dass die Krankheit von Robert William wohl auf ihre, Annas, wilde Zeiten zurückzuführen ist. (S. 401 bis 407)
45. Die Wirtschafterin im Haus Kempowski erklärt, dass Robert William Tabak und Bohnenkaffee mit seinen Schiffen aus Schweden kommen ließ und so schwungvoll alle anderen benötigten Dinge eintauschen konnte. Sie berichtet auch, dass Robert William es sich mit Fräulein Linz vom Stadttheater nett machte, während Anna immer heftiger mit Heldentenor Müller beisammen war. Die Eheleute seien zerstritten gewesen zu der Zeit. (S. 408 bis 410)
46. Im Frühjahr 1918 wird Karl Leutnant. Am 2. März erlebt er einen schweren Giftgasangriff und trägt eine leichte Giftgasvergiftung davon. Er muss für eine Woche ins Lazarett. Grethe schreibt ihm regelmäßig liebe Briefe. (S. 411 bis 416)
47. Nach seiner Genesung bekommt Karl einen kurzen Heimaturlaub in Rostock. Erste Plünderungen von Lebensmittelgeschäften kommen zur Sprache. Karls Schwester Silbi, nun schon seit vier Jahren verheiratet, lebt in einer von Robert William gekauften, eigenen Villa. Auch für Karl steht eine Villa bereit; die Geschäfte laufen gut. Karl unternimmt einen langen Gang durch seine Heimatstadt, bei dem viele Eindrücke aus Kindheit und Jugend nochmals Revue passieren. Im Kontor besucht er seinen Vater, der ungewöhnliche Nähe zu seinem Sohn zeigt; ein Schreibtisch wartet dort schon auf ihn. Robert William gibt Karl 10 Mark, damit soll er in ein Bordell gehen und Spaß haben - er selbst lasse sich dort auch ab und an hinfahren. Abends kommt Giesing zu ihm ins Bett. Auf der Rückfahrt zur Front macht Karl Besuch in Wandsbek, bei de Bonsacs. August Menz wird beim Kaffee mit Mutter Martha erwähnt. Dann kann Karl Grethe von dem Kinderhort abholen. Beim Spaziergang um die Alster gibt Karl Grethe einen Kuss; das sei die Verlobung. Zurück an der Front erlebt Karl, dass die Versorgungslage empfindlich schlecht ist. Mit Erex Woltersen, der sich nach Schwester Silbi erkundigt, trifft Karl sich selten. Bei schwerem Artilleriebeschuss wird Erich Woltersen getroffen und stirbt. (S. 417 bis 444)

Im Epilog (S. 445 bis 447) geht Kempowski auf das Kriegsende und dessen Implikationen ein.
»Nicht, daß sie tot sind, all die Kameraden, ist der Schmerz, sondern, daß man sie vergessen wird. Trotz aller Monumente.« Walter Kempowski; Schlusssatz Aus großer Zeit

## Rezeption
Der Roman wurde in der wissenschaftlichen Literaturkritik nicht allseits goutiert, sondern zunächst kritisch gesehen. »Die Mischung aus Fiktion und Dokumentation sowie die protokollstilhafte Erzählweise, die weitgehend kommentarlos Miniaturen aneinanderreiht« wurden hinterfragt. Die Erzählweise wurde als »einfache Masche« bezeichnet, der Autor »pflege detailverliebt und behäbig vor sich hin zu erzählen«. Die Literaturwissenschaft revidierte knapp 30 Jahre später ihr Urteil als »Versagen der Kritik«. (Reents im Walter-Kempowski-Handbuch)
Die Erstveröffentlichung im Herbst 1978 wurde in der breiten Öffentlichkeit jedoch positiv aufgenommen (so auch Dieter Hildebrandt in der ZEIT).
Gelobt wurde Kempowskis »detailscharfes Erinnerungsvermögen, sein Sammler- und Nachforscherfleiß, auch hier bewähren sich seine erzählerische Miniatur- und Mosaiktechnik und seine Kunst des ironisch kennzeichnenden Zitierens von Redensarten und Redeweisen«. Was er hier wie insgesamt in seiner Familienchronik leiste, »das ist, liebenswürdige Züge inbegriffen, eine Darstellung deutsch-bürgerlicher Beschränktheit und Indolenz«. »... man verliert einen Weltkrieg und kann die Folgen nicht fassen. Die Darstellung solcher Uneinsichtigkeit, die mehr als einen Weltkrieg überstanden hat, so unpräzeptoral ... vorzutragen, daß sich ihr nur die Uneinsichtigsten verschließen können -- das ist eine andere nicht geringzuschätzende Leistung des Schriftstellers Kempowski«. (Rolf Becker im SPIEGEL)
Es »gefällt die schnörkellose, aber doch bedachtsam eingesetzte, dokumentarisch sich gebende Sprache, sie fügt sich wunderbar zur Handlung, enthält sich gänzlich jedweder moralischer Wertungen und lässt Zeit und Denken mitempfinden«. (litteratur.ch)
Auch international wurde gewürdigt, dass Kempowski mit seiner Collage zum zeitgeschichtlichen Verständnis beitrage. »Der deutsche Autor Kempowski erzählt seine Geschichte in kleinen szenischen Abschnitten, die weniger an Fotos von Zeit, Ort und Zeugenaussagen erinnern als an Ausschnitte aus Stummfilmen. Aber obwohl es hier einen stetigen Sinn für Wahrhaftigkeit gibt, scheint das Buch länger zu sein, als es ist - mehr eine gewichtig dramatisierte sozialgeschichtliche Lehrstunde als ausgewachsene Belletristik.« (Kirkus reviews)
Auch die 2003 erschienene Hörbuchausgabe wird durchweg gelobt. »Walter Kempowski erzählt diese Geschichte aus den verschiedensten Blickwinkeln der beteiligten Personen: Familienangehörige, Freunde, Bekannte, Nachbarn, Angestellte, alle kommen hier zu Wort. Diese – heute würde man sagen 360 Grad – Rundumsicht ergibt eine differenzierte, selten die Familie Kempowski schonende, nichts beschönigende Collage „aus großer Zeit“. Immer anteilnehmend ist diese leise Stimme, einfühlsam, ein begnadeter Erzähler.« (Heidtmanns Bücher)

### Plagiatsvorwurf
Im Januar 1990 erhob der Journalist Harald Wieser im Magazin Stern öffentlich den Vorwurf, bei dem Roman handele es sich um ein Plagiat. Es seien ganze Passagen von dem Autor Werner Tschirch (Rostocker Leben. Im Rückblick auf 1900) übernommen worden. Kempowski hatte jedoch stets in Interviews und Vorlesungen auf seine schriftstellerische Methode hingewiesen und dabei auch deutlich gemacht, dass das Buch Tschirchs eine seiner Quellen gewesen war. Kollegen wie Hellmuth Karasek unterstützten Kempowski, so in einem Spiegel-Artikel (Der Ehrabschreiber, 3/1990).

## Buchausgaben
- Hamburg 1978: Knaus. 447 Seiten. ISBN 978-3-8135-0019-6 gebunden. (Der Preis dieser gebundenen Erstausgabe bei Knaus betrug 32,00 DM.)
- München 1980: Goldmann. 447 Seiten. ISBN 978-3-442-03933-3 kartoniert, Goldmann-Taschenbuch 3933
- Gütersloh 1980: Bertelsmann-Club. 447 Seiten. Mitgliederausgabe
- Morsbach/Sieg 1981: Tholenaar. 679 Seiten. ISBN 978-3-88621-043-5 Grossdruckausgabe
- München 1996: btb. 447 Seiten. ISBN 978-3-442-72015-6 Genehmigte Taschenbuchausgabe
- München 2017: Penguin Verlag. 447 Seiten. ISBN 978-3-328-10107-9 Broschur

### Hörbuch
- Litraton Verlag 2003: 13 Audio-CDs, gelesen vom Autor. 880 Min. ISBN 978-3-935840-01-9.